# The Skeleton Dance
The Skeleton Dance, o más conocida como La danza del esqueleto en Hispanoamérica o El baile de los esqueletos en España, es un corto animado de las Silly Symphonies de Disney creado en el año 1929. Fue producido y también dirigido por Walt Disney, además fue animado por Ub Iwerks. En el corto, un grupo de esqueletos bailan y crean música en un tenebroso cementerio, los esqueletos usan el sonido de los árboles y de los animales para acompañar su baile. Este corto fue el primero en la serie de Silly Symphonies de Walt Disney. Las notas musicales de este corto animado. 
Este notable corto aparece en la saga de videojuegos Kingdom Hearts y como un corto desbloqueable en el videojuego Epic Mickey 2: El Poder de Dos.

## Argumento del corto animado
Un búho está sentado en un viejo árbol, en una noche de viento y de truenos, donde se asusta con una rama de árbol, pensando que es una mano siniestra. A continuación un reloj de una iglesia, de un cementerio, marca las doce de la noche. Los murciélagos y las arañas salen de sus hogares, los lobos aúllan y dos gatos, maullan y pelean (se tiran de la nariz y se escupen). Pero aparece un gran y blanco esqueleto, que hace que los gatos se asusten, el esqueleto hace sonar sus dientes, el esqueleto merodea y salta en el cementerio. El búho del inicio asusta al esqueleto, y el esqueleto le tira su cráneo, como respuesta. Luego de esto el esqueleto se encuentra con tres compañeros más que empiezan a bailar la danza del esqueleto. Uno de los esqueletos, transforma a su compañero en un xilófono, mientras tanto otro esqueleto usa un hueso y a un gato como un contrabajo y el último esqueleto, mueve sus rodillas y se golpea el trasero. Después de escuchar todos estos diferentes y divertidos ruidos de los esqueletos, un gallo les avisa que pronto va a amanecer y que tienen que ir a dormir, antes de que la luz del sol los atrape, los esqueletos se esconden en un viejo y vacío ataúd, y duermen tranquilamente.

## Producción
Mientras Walt Disney viajaba a Nueva York a mediados de 1928 para concertar un acuerdo de distribución de sus nuevos dibujos animados de Mickey Mouse y grabar la banda sonora de Steamboat Willie, visitó a Carl Stalling. Durante su estancia, Stalling le propuso a Disney una serie de dibujos animados de "novedad musical" que combinaban música y animación, y le presentó una idea sobre esqueletos bailando en un cementerio.
La animación de The Skeleton Dance comenzó en enero de 1929, en la que Ub Iwerks animó la mayor parte de la película en casi seis semanas. La banda sonora fue grabada en el estudio Cinephone de Pat Powers en febrero de ese mismo año. El corto final costó unos 5.485.40 dólares.

## Lanzamiento en medios domésticos
El cortometraje fue lanzado el 4 de diciembre de 2001 en Walt Disney Treasures: Silly Symphonies - The Historic Musical Animated Classics y el 2 de diciembre en Walt Disney Treasures: Mickey Mouse in Black and White.